# Dipodium scandens
Dipodium scandens är en orkidéart som först beskrevs av Carl Ludwig von Blume, och fick sitt nu gällande namn av Johannes Jacobus Smith. Dipodium scandens ingår i släktet Dipodium och familjen orkidéer. Inga underarter finns listade i Catalogue of Life.